# Parafia Trójcy Świętej w Pruszczu
Parafia Trójcy Świętej w Pruszczu – rzymskokatolicka parafia w Pruszczu. Należy do dekanatu koronowskiego Diecezji pelplińskiej. Erygowana w 1929 roku. Od 2022 roku funkcję proboszcza pełni ks. Damian Florczak.